# NK Čakovec
El NK Cakovec es un equipo de fútbol de Croacia que juega en la 1. ZNL, la cuarta división de fútbol en el país.

## Historia
Fue fundado en el año 1920 en la ciudad de Cakovec, al norte de Croacia con el nombre CSK y formaba parte de los campeonatos regionales del Reino de Yugoslavia y su único logro en ese tiempo fue ganar la liga de la región de Drava Badovina.
Durante la Segunda Guerra Mundial la ciudad de Cakovec fue tomada por Hungría, por lo que jugó en los torneos de ese país hasta la liberación de la ciudad en 1945 al terminar la guerra, y cambió su nombre por el de Jedintsvo Cakovec hasta que a mediados de la década de los años 1960s el club fue adquirido por la corporación MTC y cambió su nombre por el de MTC Cakovec.
En 1983 el club se fusiona con el Sloga Cakovec y cambia su nombre por el de MTC-Sloga Cakovec, hasta que la fusión se deshace en 1987 y cambia su nombre por el que usa en la actualidad.
Durante la era de Yugoslavia el mayor logro del club fue llegar a la segunda ronda de la Copa de Yugoslavia en 1949 y 1952, donde en 1949 fue eliminado por el Buducnost Titogrado con marcador de 1-2 y en 1952 fue eliminado por el FK Sarajevo con marcador de 0-7.

### Tras la Independencia
Tras la separación de Yugoslavia y la independencia de Croacia en 1991 fue el primer equipo que logró el ascenso a la Druga HNL en la primera temporada oficial de la Treca HNL en 1992 con el nombre Cakovec Union, por razones de patrocinio. En diciembre de 1996 retorna a su nombre original, cuando fue adquirido por un grupo de empresarios que invirtieron en el club para ayudarle a salir de los problemas financieros y evitar su desaparición.
En la temporada de 1999/2000 logra el ascenso a la Prva HNL por primera vez en su historia, debutando en la máxima categoría en el séptimo lugar. El club descendió en la temporada 2001/02 tras terminar en el puesto 14 entre 16 equipos.

## Palmarés

### Yugoslavia
- Campeonato de Drava Badovina: 1

1938

### Croacia
- Druga HNL Norte: 1

1997/98

## Jugadores

### Jugadores destacados
- Robert Jarni
- Damir Vitas

## Entrenadores

### Entrenadores destacados
- Ilija Lončarević
- Drago Vabec